# Port-Louis (Morbihan)
Port-Louis é uma comuna francesa na região administrativa da Bretanha, no departamento Morbihan. Estende-se por uma área de 1,07 km². Em 2010 a comuna tinha 2 736 habitantes (densidade: 2 557 hab./km²).791 hab/km².